# Les Molunes
Les Molunes foi uma comuna francesa na região administrativa de Borgonha-Franco-Condado, no departamento de Jura. Estendia-se por uma área de 20,51 km². Em 2010 a comuna tinha 141 habitantes (densidade: 6,9 hab./km²).
Em 1 de janeiro de 2017, passou a formar parte da nova comuna de Septmoncel les Molunes.